# Wereldkampioenschappen schaatsen afstanden 2024 - 1000 meter vrouwen
De 1000 meter vrouwen op de wereldkampioenschappen schaatsen afstanden 2024 werd gereden op zaterdag 17 februari 2024 in de Olympic Oval in Calgary, Canada.
Titelverdedigster was Jutta Leerdam.

## Uitslag
| #      | Schaatser                 | Land                | Tijd       | Verschil | Rit  |
| ------ | ------------------------- | ------------------- | ---------- | -------- | ---- |
| Goud   | Miho Takagi               | Japan               | 1.12,83    | -        | 10 I |
| Zilver | Han Mei                   | China               | 1.13,27 PR | + 0,44   | 10 O |
| Brons  | Jutta Leerdam             | Nederland           | 1.13,28    | + 0,45   | 12 O |
| 4      | Antoinette Rijpma-de Jong | Nederland           | 1.13,61 PR | + 0,78   | 8 I  |
| 5      | Kimi Goetz                | Verenigde Staten    | 1.13,68    | + 0,85   | 11 I |
| 6      | Isabel Grevelt            | Nederland           | 1.13,92    | + 1,09   | 5 O  |
| 7      | Vanessa Herzog            | Oostenrijk          | 1.14,27    | + 1,44   | 6 I  |
| 8      | Kim Min-sun               | Zuid-Korea          | 1.14,38    | + 1,55   | 6 O  |
| 9      | Ellia Smeding             | Verenigd Koninkrijk | 1.14,78    | + 1,95   | 7 O  |
| 10     | Tian Ruining              | China               | 1.14,82 PR | + 1,99   | 3 O  |
| 11     | Brittany Bowe             | Verenigde Staten    | 1.14,84    | + 2,01   | 11 O |
| 12     | Rio Yamada                | Japan               | 1.15,17    | + 2,34   | 12 I |
| 13     | Alina Dauranova           | Kazachstan          | 1.15,24 PR | + 2,41   | 7 I  |
| 14     | Jekaterina Ajdova         | Kazachstan          | 1.15,29    | + 2,46   | 9 I  |
| 15     | Erin Jackson              | Verenigde Staten    | 1.15,69    | + 2,86   | 5 I  |
| 16     | Maddison Pearman          | Canada              | 1.15,95    | + 3,12   | 4 O  |
| 17     | Lee Na-hyun               | Zuid-Korea          | 1.15,97    | + 3,14   | 8 O  |
| 18     | Kurumi Inagawa            | Japan               | 1.15,98 PR | + 3,15   | 1 I  |
| 19     | Karolina Bosiek           | Polen               | 1.16,10    | + 3,27   | 9 O  |
| 20     | Isabelle van Elst         | België              | 1.16,22    | + 3,39   | 4 I  |
| 21     | Martine Ripsrud           | Noorwegen           | 1.16,81    | + 3,98   | 3 I  |
| 22     | Pei Chong                 | China               | 1.17,03    | + 4,20   | 2 I  |
| 23     | Alison Desmarais          | Canada              | 1.17,84    | + 5,01   | 2 O  |
| 24     | Inessa Shumekova          | Kazachstan          | 1.18,57 PR | + 5,74   | 1 O  |

## IJs- en klimaatcondities
|                  | Start  | Eind   |
| ---------------- | ------ | ------ |
| Tijd             | 14:03  | 14:36  |
| Luchttemperatuur | 17,8°C | 17,8°C |
| IJstemperatuur   | -8,2°C | -8,2°C |
| Luchtvochtigheid | 28,0%  | 28,0%  |

1996 · 
1997 · 
1998 · 
1999 · 
2000 · 
2001 · 
2003 · 
2004 · 
2005 · 
2007 · 
2008 · 
2009 · 
2011 · 
2012 · 
2013 · 
2015 · 
2016 · 
2017 · 
2019 · 
2020 · 
2021 · 
2023 · 
2024 · 
2025